# Veronica americana
Veronica americana, o "American brooklime" o "American speedwell", es una planta originaria de zonas templadas y árticas de Asia y América del Norte, donde crece en los arroyos y terrenos bajos.

## Descripción
Es una hierba perenne con tallos glabros 10-100 cm de largo, que soportan racimos axilares o espigas de flores violeta suave. Las hojas son 1,5-8 cm de largo y 3 a 20 veces más que de ancho, corto peciolados, glabros, serrado a casi todo.

## Usos
Veronica americana es comestible y nutritiva, con un sabor similar al berro. Los nativos americanos la utilizan como una especie de té expectorante para aliviar la congestión bronquial asociada con el asma y las alergias. La planta puede ser confundida con Scutellaria y otros miembros de la familia de la menta. Miembros de la familia de la menta tienen tallos cuadrados, y esta Veronica tiene unas especies de tallos redondeados, y son fáciles de distinguir de casquete. 